# In Großer Sehnsucht
In Großer Sehnsucht is een liederencyclus van de Nederlandse componist van Zweedse afkomst Klas Torstensson. De cyclus is gecomponeerd in opdracht van en ter uitvoering door de sopraan Charlotte Riedijk, voor wie hij meer composities heeft geschreven, en het Osiris Trio.
Met deze compositie wilde Torstensson aan de hand van bv. brieven of dagboekfragmenten een muzikaal portret maken van vijf "sterke vrouwen" uit het verleden. Het werk bestaat dan uit ook uit vijf delen, ieder verwijzend naar een van de vrouwen.

## Musici
De compositie is geschreven voor: sopraan, piano, viool en cello

## Delen

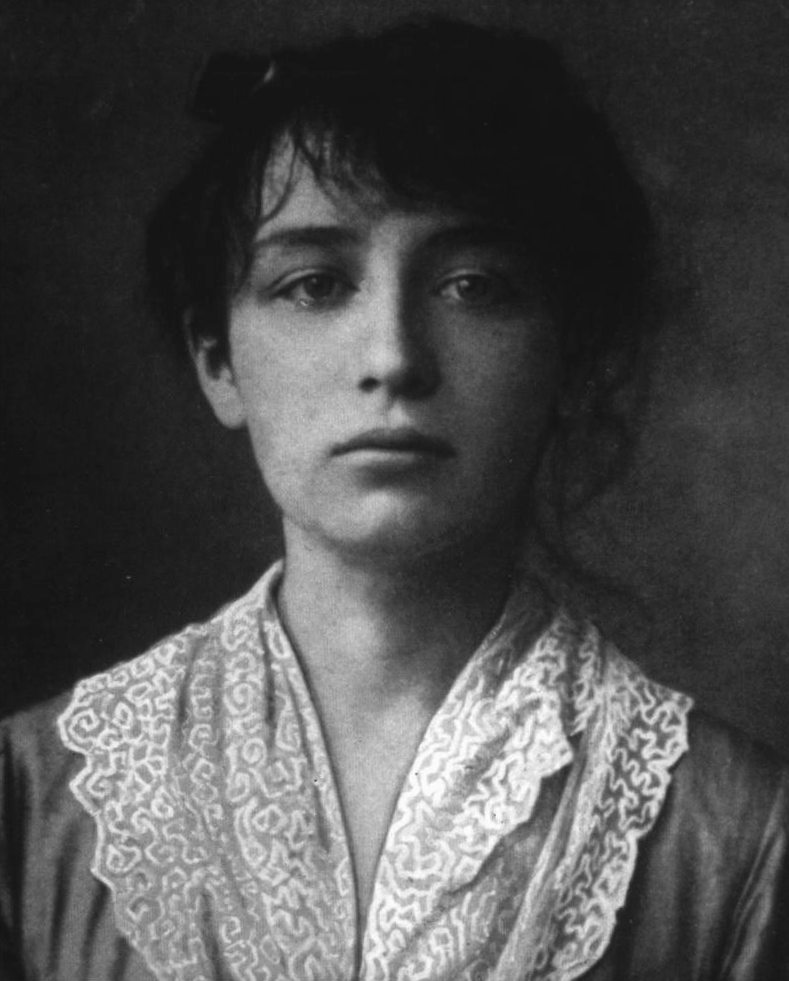
Camille Claudel

### Lettres non expédiées
Dit lied is gewijd aan de ongelukkige Camille Claudel (1864-1945), die jaren in een psychiatrisch ziekenhuis opgesloten zat, op aanraden van familieleden omdat ze paranoïde zou zijn geweest. De eerste regels van het lied:
- On veut me tenir ici (men wil mij hier houden)
- impossible de bouger (onmogelijk te bewegen)
- ... me laissez mourir (... laat me sterven).

Het lied is geschreven in de vorm van een wals – normaal een van de lichtste soorten muziek, maar is dit hier niet het geval. Uit de zangmelodie en begeleiding spreekt diepe ellende. Pas aan het slot is echt te horen dat het een driekwartsmaat betreft.

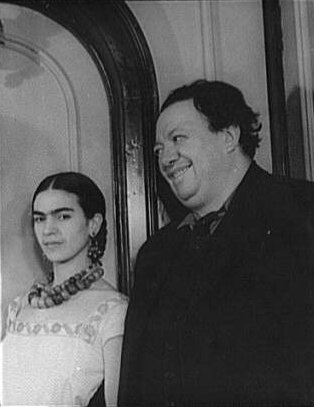
Frida Kahlo

### Arbol de la Esperzanza
Het tweede deel is gewijd aan de Mexicaanse surrealistische schilderes Frida Kahlo 1907-1954), die een leven vol tegenslagen had. Het lied is gebaseerd op een dagboekfragment waaruit blijkt dat ze ondanks alle tegenslag toch het leven (nog) omhelste: "Viva la Vida" komt steeds terug. De begeleiding bestaat uit afgeraffelde toonladders en neergaande melodieconstructies, die het idee geven dat Kahlo uit het leven wilde halen wat erin zat en ontzettende haast had haar doelen te bereiken. Deze snelheid zorgde er tegelijk voor dat ze de dood buiten de deur wilde houden. Het kan ook zijn dat de componist ermee aangeeft dat door haar ziekte een regelmatig leven er niet in zat.
De muziek gaat zonder pauze over van deel (2) naar dit deel; het is het rustigste en kortste deel.

Koningin Christina van Zweden

.

### Le dolci parole
Het derde deel is gewijd aan Christina I van Zweden (1626-1689), die troonsafstand deed en naar Italië vertrok om zich aan het katholicisme te wijden. Ze wijdde een groot deel van haar leven aan het promoten van kunst in welke vorm dan ook.
Uit de tekst, een drama van Alessandro Guidi, blijkt het verlangen naar echte liefde.

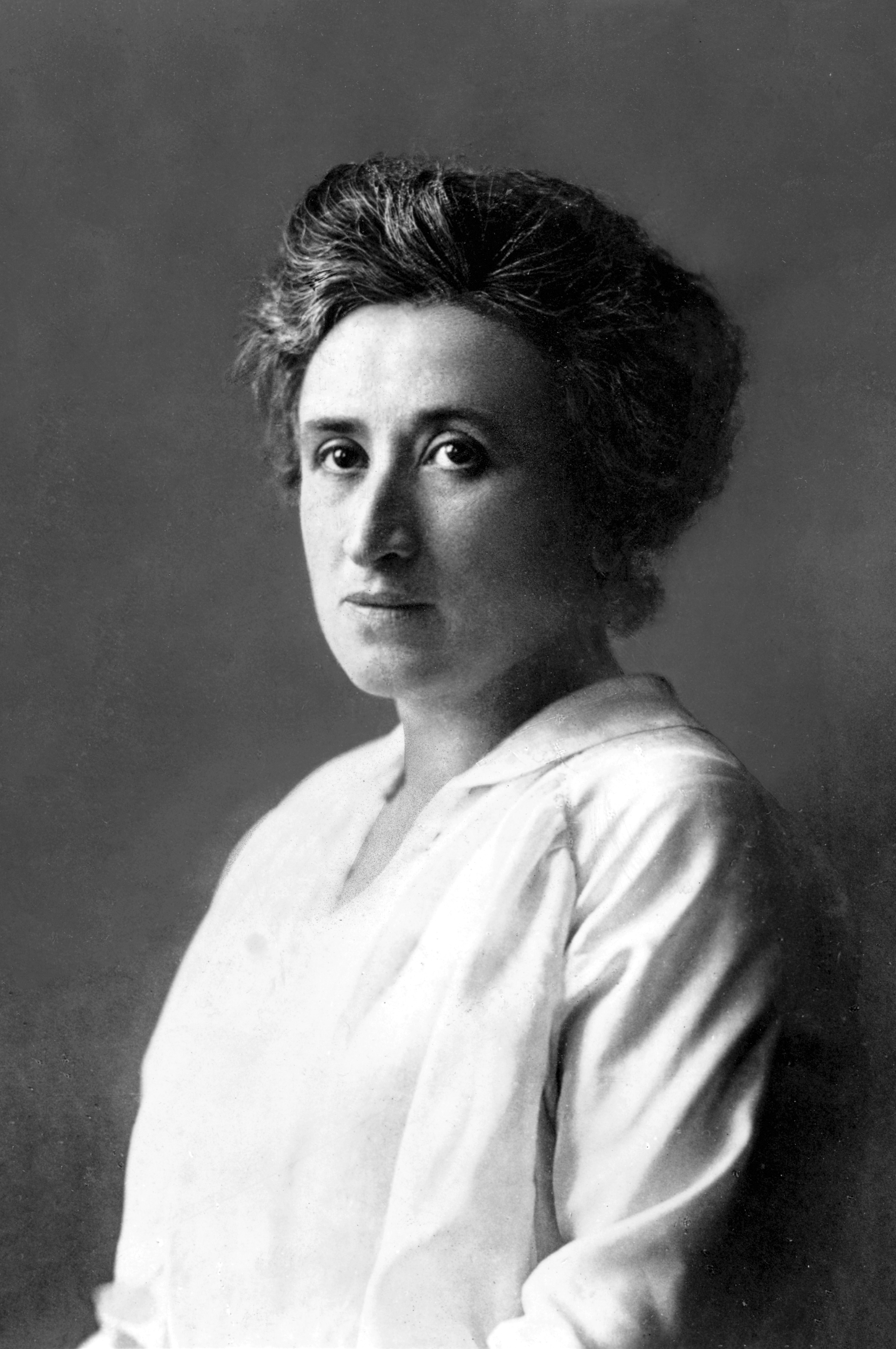
Rosa Luxemburg

### In großer Sehnsucht
Rosa Luxemburg (1871-1919) voerde haar gehele leven een strijd voor haar ideeën, soms in vrijheid, dan weer in de gevangenis, maar bleef ook in duistere tijden toch het licht zien. De muziek klinkt gelaten, maar vol wil om het tot een goed eind te brengen. De tekst is gebaseerd op brieven uit de gevangenis.

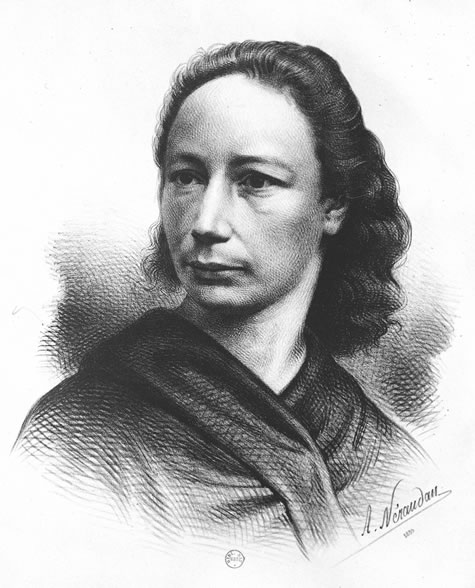
Louise Michel

### Océaniennes (Oceania)
Louise Michel (en)  (1830-1905) was gedurende haar hele leven een politiek strijdster. De tekst is afkomstig van brieven die ze uit de gevangenis verzond. Zij daagde daarin de rechterlijke macht uit haar ter dood te veroordelen:
- Je ne veux pas me défendre (ik wil mezelf niet verdedigen);
- Je ne veux pas être défendue (ik wil niet verdedigd worden);
- Vous êtes des hommes, vous allez me juger (U bent mensen, u gaat me beschuldigen).

In dit deel klinkt de muziek het meest als klassieke muziek uit vroeger tijd. Er wordt een thema opgezet, maar dat wordt direct in de kiem gesmoord. Toch blijft het thema keer op keer terugkomen als teken van onverzettelijkheid. Af en toe hoor je een kleine pianosolo, waarbij de noten op de manier van Morton Feldman worden gespeeld; ze stralen een immense interne rust uit. De coda bestaat uit de zangeres en de strijkers.